# جون أوين (قسيس)
جون أوين (بالإنجليزية: John Owen)‏ (و. 1854 – 1926 م) هو قسيس من ويلز، والمملكة المتحدة لبريطانيا العظمى وأيرلندا، توفي في لندن، عن عمر يناهز 72 عاماً.

## مناصب
تولى منصب أسقف.

## التعليم
تعلم في كلية يسوع (أكسفورد).